# Kanton La Bassée
Kanton La Bassée (francouzsky Canton de La Bassée) je francouzský kanton v departementu Nord v regionu Nord-Pas-de-Calais. Tvoří ho 11 obcí.

## Obce kantonu
- Aubers
- La Bassée
- Fournes-en-Weppes
- Fromelles
- Hantay
- Herlies
- Illies
- Marquillies
- Sainghin-en-Weppes
- Salomé
- Wicres